# گویلین
گویلین (به ژوانگ: Gveilinz Si)‌ (به چینی: 桂林市، به پین‌یین: Guìlín Shì) یک شهر در سطح ولایت در شمال شرقی منطقه خودمختار گوانگشی ژوانگ در چین است. این شهر در کرانهٔ غربی رودخانه لی واقع شده و از شمال با هونان همسایه است. نام این شهر به معنی «جنگل اسمانتوس شیرین» است که به دلیل وجود تعداد زیاد درختان اسمانتوس معطر در این منطقه اینطور نامگذاری شده‌است. این شهر از دیرباز به دلیل مناظر توپوگرافی کارستی شهرت داشته‌است.
گویلین یکی از محبوب‌ترین مقاصد گردشگری در چین است، و لقب «گویلین، در کنار آب، در کنار کوه‌ها، زیباترین» (山水甲天下) اغلب با این شهر مرتبط است. شورای ایالتی چین گویلین را به عنوان شهر تاریخی و فرهنگی مشهور ملی تعیین کرده‌است و این کار را در اولین ویرایش فهرست انجام داده‌است.
تا پیش از سال ۱۹۵۰ میلادی، شهر گویلین مرکز استان گوانگشی بود. در آن سال، مرکز استان به شهر نان‌نینگ منتقل شد.

## خصوصیات
شهر در سطح ولایت گویلین ۲۷٬۸۰۹ کیلومترمربع مساحت و ۴٬۷۴۷٬۹۶۳ نفر جمعیت دارد و ۱۵۳ متر بالاتر از سطح دریا واقع شده‌است.
۸۵٪ جمعیت شهر را مردم هان (قومیت چینی) تشکیل می دهند. ۸٪ جمعیت شهر، معادل نیمی از تمامی اقلیت‌های قومی ساکن این شهر را مردم یائو، ۵٪ را مردم ژوانگ، و بقیه را اقلیت‌های قومی دیگر چون مردم میائو و مردم دونگ تشکیل می دهند..

## منطقه شهری گویلین
منطقه شهری گویلین (به چینی: 桂林市区، به پین‌یین: Guìlín shìqū)، مفهومی غیر رسمی از مجموعهٔ ۵ منطقهٔ شهری که تشکیل دهندهٔ خود شهر گویلین است، می باشد. این منطقه ها شامل: 
- منطقه دیه‌تسای
- منطقه چیشینگ
- منطقه شیانگشان
- منطقه شیوفنگ
- منطقه یانگشان

«شهرهای در سطح ولایت» در چین، واحدهای تقسیماتی معمولا پهناوری هستند، که علاوه بر یک شهر مرکزی، شامل شهرهای دیگر «در سطح شهرستان»،‌ شهرستان‌ها، و مناطق روستایی و کوهستانی و جنگلی نیز می‌شوند. به همین دلیل، در چین، مفهومی چون «منطقهٔ شهری» معنی خاص خود را دارد.
منطقه شهری گویلین، مساحت ۵۵۷٬۸۱ کیلومتر مربعی، و در سال ۲۰۲۰ میلادی، جمعیت ۱٬۱۷۰٬۷۵۶ نفری دارد.

## خواهرخوانده
شهرهای چجو، ترونی، کوماموتو و اورلندو، فلوریدا خواهرخوانده‌های گویلین هستند.